# Ouviaño
Ouviaño (llamada oficialmente Santiago de Ouviaño) es una parroquia y una aldea española del municipio de Negueira de Muñiz, en la provincia de Lugo, Galicia.

## Otras denominaciones
La parroquia también es conocida por el nombre de Santiago de Ouviñao (posible errata).

## Organización territorial
La parroquia está formada por 6 entidades de población:
- Bustarvelle
- Carballín (El Carballín) (O Carballín)[nota 1]
- Gamalleira (A Gamalleira)
- Ouviaño
- Tallobre
- Vilarmeor

## Demografía

### Parroquia
| Gráfica de evolución demográfica de Ouviaño (parroquia) entre 2000 y 2020 |
|                                                                           |
| Datos según el nomenclátor publicado por el INE.                          |

### Aldea
| Gráfica de evolución demográfica de Ouviaño (aldea) entre 2000 y 2020 |
|                                                                       |
| Datos según el nomenclátor publicado por el INE.                      |